# Dreifaltigkeitssäule (Retz)

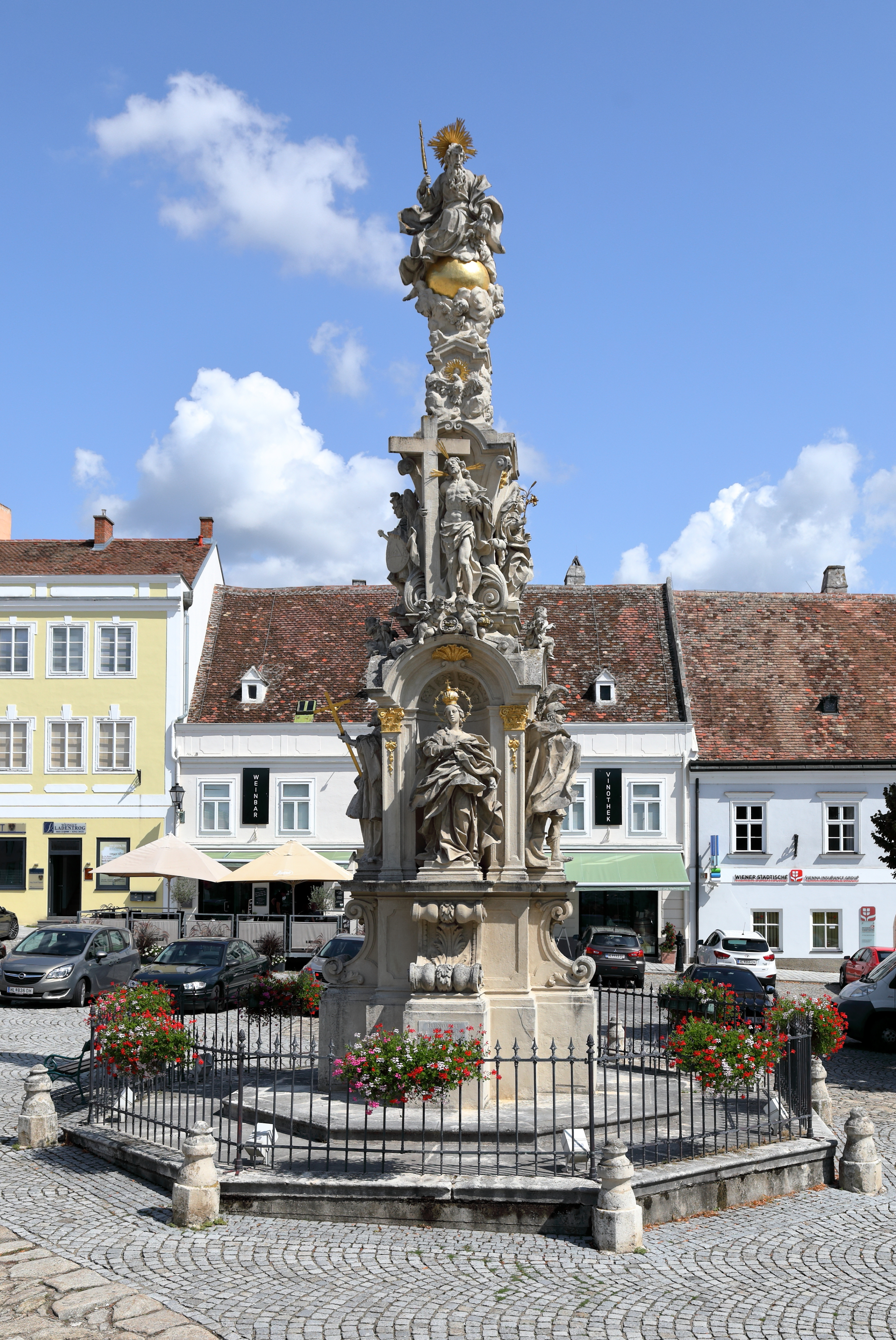
Die Dreifaltigkeitssäule am Hauptplatz in Retz

Die Dreifaltigkeitssäule auf dem Hauptplatz von Retz in Niederösterreich steht unter Denkmalschutz.

## Geschichte
Stadtrichter Eberl stiftete 1735 in seinem Testament 300 Gulden, um eine Statue des heiligen Johannes Nepomuk auf dem Hauptplatz zu errichten. Die für das Jahr 1741 geplante Realisierung dieses Vorhabens durch die Stadt wurde durch den Ersten Schlesischen Krieg verzögert. Mit der Grundsteinlegung im Jahr 1743 wurde die Erfüllung des testamentarischen Wunsches des Stadtrichters begonnen. In den Jahren 1744 und 1745 wurde an der Säule selbst gearbeitet.
Errichtet wurde allerdings nicht eine ausschließlich Johannes Nepomuk gewidmete Statue, sondern eine große Dreifaltigkeitssäule, die auch eine lebensgroße Darstellung dieses Heiligen zeigt.
Da der aus Retz stammende Tischlermeister Jakob Barth zunächst ein hölzernes Modell anfertigte, wird angenommen, dass auch der Entwurf von ihm stammt. Die Steinmetzarbeiten wurden von Ferdinand Steinböck aus Eggenburg ausgeführt. Philipp Sturm, ein Bildhauer aus Retz, schuf die Statuen. Verschiedene weitere Arbeiten wurden ebenfalls von Handwerkern aus der Stadt ausgeführt.
Unabhängig von der Dreifaltigkeitssäule wurde noch eine weitere Johannes-Nepomuk-Statue geschaffen, die bei der Pfarrkirche Sankt Stephan in Retz-Altstadt aufgestellt wurde. Heute ist sie die Zentralfigur des dortigen Kreisverkehrs.
Die Statue des Heiligen auf der Dreifaltigkeitssäule ist eine von zahlreichen Darstellungen Johannes Nepomuks im niederösterreichischen Bezirk Hollabrunn.

## Beschreibung
Die Dreifaltigkeitssäule wurde auf einem achteckigen Fundament mit einer Seitenlänge von ungefähr 3,5 Metern Seitenlänge errichtet und ist ungefähr 10 Meter hoch. Mit zunehmender Höhe verjüngt sich die Säule in mehreren Abschnitten.
- Auf einem 2 Meter hohen quadratischen Sockel finden sich in Bogennischen lebensgroße Statuen der heiligen Johannes Nepomuk, Florian, Placidus und Maria.
- In der oberen Reihe finden sich kleinere Darstellungen Christi mit dem Kreuz, der Erzengel Michael mit dem Flammenschwert, der Schutzengel und der heilige Gabriel mit der Lilie.
- Die Spitze bilden die den Heiligen Geist symbolisierende Taube und darüber Gott Vater, der mit dem Zepter auf der Weltkugel thront.